# Ronin (film)
Ronin (v anglickém originále Ronin) je americký akční film z roku 1998. Režisérem filmu je John Frankenheimer. Hlavní role ve filmu ztvárnili Robert De Niro, Jean Reno, Natascha McElhone, Stellan Skarsgård a Sean Bean.

## Obsazení
| Robert De Niro    | Sam              |
| Jean Reno         | Vincent          |
| Natascha McElhone | Deirdre          |
| Stellan Skarsgård | Gregor           |
| Sean Bean         | Spence           |
| Skipp Sudduth     | Larry            |
| Michael Lonsdale  | Jean-Pierre      |
| Jan Tříska        | Dapper Gent      |
| Jonathan Pryce    | Seamus O´Rourke  |
| Ron Perkins       | muž s novinami   |
| Katarina Witt     | Natacha Kirilova |